# Албаши
Албаши́ (рос. Албаши) — річка на півночі Кубані, протікає по Азовокубанській низовині у західному напрямку у бік Азовського моря. Довжина 64 км. На річці будівництвом гатей встановлено 43 ставка загальною дзеркальною поверхнею 22328 тис. км², об'ємом 22001 тис. м³.
Бере початок між станицями Ленінградська і Новомінська у межах Ленінградського району, однак майже вся річка знаходиться в межах Канівського району. У нижній течії річка переходить у плавні (дивись болото Албаши) через які впадає у озеро Плесо-Кругле і далі у Албашинський лиман. У верхів'ях річище річки пересихає, у сереньому утворює замкнені плеса. Дно річки у багатьох місцях дуже замуляне.

## Населені пункти на річці
На річці знаходяться населені пункти (перелік у напрямку зі сходу на захід)
1. хутір Березанський
2. станиця Новомінська
3. хутір Восточний
4. хутір Красний Очаг
5. хутір Раздольний
6. станиця Новодерев'янківська
7. хутір Албаши.

## Назва річки
Назва річки має тюркське походження. 1858 року І. Д. Попко у своїй книзі про чорноморських козаків дає пояснення, що назва річки перекладається з тюркської мови як «червона голова» від слів «ал» «червоний» і «баши» «голова». Місцеве населення як правило вдається до подібного тлумачення назви річки. Однак, подібний, дослівний, переклад назви річки може бути і не вірним. У перекладі з татарської «юлбашичі» перекладається як «проводир», «голова» (у спорідненій з татарською казахській мові те ж саме слово з цим значенням — «єлбаши»). Тут варто також згадати, що плавні річки Албаши розташовані неподалік від Ханського озера.
Крім того, з тюркської «алабаши» перекладається як «патериця з залізним наконечником». Слово «ала» також перекладається як «строкатий» і слово «баши» може також перекладатися як «джерело», «виток».